# 広島車掌区
広島車掌区（ひろしましゃしょうく）は、広島県広島市東区上大須賀町にある西日本旅客鉄道（JR西日本）中国統括本部の車掌が所属する組織である。

## 乗務範囲

### 普通列車
- 山陽本線：糸崎駅 - 徳山駅間
- 芸備線：三次駅 - 広島駅間
- 呉線：三原駅 - 海田市駅間
（定期列車では広駅 - 海田市駅間）
- 可部線：横川駅 - あき亀山駅間

### 過去に乗務した優等列車
- 快速「ムーンライト山陽」：京都駅 - 広島駅間
- 寝台特急「あさかぜ」2号・3号：東京駅 - 広島駅間（1994年まで担当、1往復化後も1999年まで担当）
- 寝台特急「あさかぜ」：東京駅→広島駅間（1999年 - 2005年）
- 寝台特急「富士」：広島駅→東京駅間（1999年 - 2005年担当）
- 急行「みよし」：三次駅 - 広島駅間

2007年の「みよし」廃止以降、優等列車の受け持ちは無くなった。

## 歴史
- 1906年（明治39年）12月1日：広島車掌監督として発足。
- 1909年（明治42年）12月11日：広島車掌長になる。
- 1911年（明治44年）9月1日：岡山車掌長広島分室になる。
- 1912年（明治45年）6月5日：下関車掌長広島分室になる。
- 1914年（大正3年）3月10日：下関車掌監督広島駐在になる。
- 1919年（大正8年）11月1日：広島車掌監督になる。
- 1929年（昭和4年）5月11日：広島車掌所になる。
- 1932年（昭和7年）5月29日：徳山派出所が発足。
- 1933年（昭和8年）
  - 6月1日：備後庄原支所が発足。
  - 11月15日：備後庄原支所が廃止、備後十日市支所が発足。
- 1936年（昭和11年）
  - 9月1日：広島車掌区になる。備後十日市支所は備後十日市派出所になる。
  - 10月10日：備後十日市派出所は、備後十日市支区になる。
- 1942年（昭和17年）1月10日：徳山派出所が徳山支区になる。
- 1947年（昭和22年）1月10日：備後十日市支区が備後十日市車掌区になり、広島車掌区から分離する。
- 1948年（昭和23年）9月25日：徳山支区が徳山車掌区になり、広島車掌区から分離する。
- 1985年（昭和60年）3月14日：三次車掌区が広島車掌区三次派出所に、徳山車掌区が広島車掌区徳山派出所になる。
- 1986年（昭和61年）11月1日：徳山派出所が廃止。

- 2020年（令和2年）：ひろしま駅ビル ASSE内から広島支社ビル内に移転[1]。